# ستيفان ستويانوفيتش (لاعب كرة قدم مواليد 1964)
ستيفان ستويانوفيتش (بالصربية: Стеван Стојановић)‏ هو لاعب كرة قدم صربي في مركز حراسة المرمى، ولد في 29 أكتوبر 1964 في ميتروفيتسا في صربيا. شارك مع منتخب يوغوسلافيا تحت 21 سنة لكرة القدم ومنتخب يوغوسلافيا لكرة القدم. أما مع النوادي، فقد لعب مع النجم الأحمر بلغراد ورويال أنتويرب.

## وصلات خارجية
- ستيفان ستويانوفيتش (لاعب كرة قدم مواليد 1964) على موقع الاتحاد الأوربي (الإنجليزية)
- ستيفان ستويانوفيتش (لاعب كرة قدم مواليد 1964) على موقع قاعدة بيانات كرة القدم.إي يو (الإنجليزية)
- ستيفان ستويانوفيتش (لاعب كرة قدم مواليد 1964) على موقع Soccerway.com (الإنجليزية)
- ستيفان ستويانوفيتش (لاعب كرة قدم مواليد 1964) على موقع عالم كرة القدم.نت (الإنجليزية)
- ستيفان ستويانوفيتش (لاعب كرة قدم مواليد 1964) على موقع أوليمبيديا (الإنجليزية)